# Ада Вонг
Ада Вонг (яп. エイダ・ウォン Эйда Вон, англ. Ada Wong) — персонаж серии игр Resident Evil, созданной компанией Capcom. Таинственная и неоднозначная антигероиня, работающая на злодеев сериала, а также помогающая главному герою Леону С. Кеннеди. Впервые появилась во второй части серии, вышедшей в 1998 году. В качестве игрового персонажа она появляется в Resident Evil 4, играх Resident Evil: The Umbrella Chronicles, Resident Evil: Operation Raccoon City и Resident Evil 6, а также в анимационном фильме Обитель зла: Проклятие. Ада была хорошо принята и стала одним из самых популярных женских персонажей в серии.
Из художественных фильмов серии Ада Вонг появляется в пятой части, Аду играет китайская актриса Ли Бинбин.

## Концепция и дизайн
Первоначально Ада была известна как исследователь по имени Линда, помогающая Леону на протяжении игры. Однако в окончательной версии Resident Evil 2 персонаж был изменён.
Персонаж был озвучен Салли Кэхилл (Resident Evil 2, Resident Evil 4 и The Darkside Chronicles), а также другой актрисой, незаявленной в титрах (The Umbrella Chronicles).
В качестве основных игровых костюмов Адой используются красные платья. В одном из них она появилась в Resident Evil 2, в другом — в Resident Evil 4 (в том числе с Томми-ганом, как дань уважения к гангстерскому фильму «Дама в красном», выпущенному в 1979 году), а также в чёрном боевом снаряжении.

## Появление

### В играх

Образ Ады Вонг в Resident Evil 4 (2005)

Американка китайского происхождения, Ада впервые упоминается в оригинальной Resident Evil — в письме Джона, умирающего исследователя корпорации Umbrella. Она впервые появляется в Resident Evil 2. Здесь она выступает в роли шпиона, работающего на таинственную организацию, отправившую её в переполненный зомби Раккун-сити с миссией добыть из лаборатории Umbrella образец G-вируса.
Повстречав Леона, Ада представляется свидетелем, который ищет своего пропавшего друга, Джона. По ходу игры её тайна открывается, и она получает серьёзные ранения. Последний раз Леон встречает Аду, когда та сбрасывает ему гранатомёт, чтобы победить Тирана. Эпилог в Resident Evil 3: Nemesis, а также вымышленный документальный фильм в Code: Veronica подтверждают, что Ада выжила. Её роль в событиях Resident Evil 2 более подробно показана в Resident Evil: The Umbrella Chronicles и Resident Evil: The Darkside Chronicles. Она также выступает в качестве игрового персонажа в спин-оффе к RE2, игре Resident Evil: Operation Raccoon City, и доступна в многопользовательском режиме «Heroes Mode».
В ремейке Resident Evil 2 2019 года Ада Вонг вновь появляется в сценарии Леона Кеннеди, но при этом вначале представляется агентом ФБР, оказавшимся в Раккун-сити для встречи со своим осведомителем в рядах Umbrella, однако позднее её легенда раскрывается Аннет Биркин. В игре также есть игровой отрезок, в котором Ада Вонг выступает в качестве протагониста.
В следующий раз Ада появилась в Resident Evil 4, где она помогала Леону в его миссии по спасению президентской дочери Эшли Грэхэм, хотя её истинной целью было получение образцов паразитов Лас-Плагас для Альберта Вескера Ада участвует в дополнительном сценарии «Assignment: Ada» (рус. Задание Ады), в режиме «Mercenaries» (рус. Наёмники), а также в новом сценарии, названном «Separate Ways» (рус. Разные пути). В последнем, события основной игры показаны с точки зрения Ады. Кроме того, в RE4 она появляется в псевдодокументальном бонусе под названием «Отчёт Ады», где она описывает свою причастность к другим персонажам в сюжете.
В Resident Evil 6 Ада выступает как игровой персонаж и главный герой одной из четырёх сюжетных кампаний.
В игре Dead by Daylight Ада Вонг является играбельным персонажем в роли выжившего.

### В других медиа
Ада появлялась в еженедельном маньхуа под названием Shēnghuà Wēijī 2 (англ. Biological Crisis 2), выходившем в период с 1998 года по 1999 год. А в 1999 году была выпущена романтическая комедия Èlíng Gǔbǎo II (англ. Demon Castle II), пересказывающая историю Resident Evil 2. В центре сюжета — Леон, Клэр и Ада.
Capcom создала две радиопостановки Resident Evil 2, которые транслировались в начале 1999 года по радио в Осаке. Позднее обе были выпущены под общим названием Biohazard 2 Drama Album издателем Suleputer, на двух отдельных CD-дисках. Одной из них является Ikiteita Onna Spy Ada (букв. «Ada, the Female Spy, is Alive»). Сеттинг разворачивается спустя несколько дней после событий основной игры. Аде предстоит получить кулон Шерри Биркин с образцом G-вируса от Ханка. Она перехватывает медальон в селе Луары во Франции, устраняя Ханка и его людей, а затем происходит случайная утечка T-вируса, но она выживает. Ада убегает, а осознав свои чувства к Леону, решает выйти из шпионского бизнеса и вернуться к нему. Канонически, история персонажей продолжается по-разному, так как Ада сохраняет кулон с G-вирусом и возобновляет свою деятельность в качестве шпиона.
В 2012 году актриса Ли Бинбин сыграла Аду в художественном фильме Обитель зла: Возмездие. В фильме Ада будет помогать Элис и другим главным героям и будет бороться против Джилл и клона Рэйн В ходе боя попадет в плен и окажется в руках у Джеймса Шейда и Джилл Валентайн, и будет использована ими как заложница. Ли сказала, что несмотря на свой роман в видеоиграх, в фильме отношения Ады и Леона Кеннеди будут «утончёнными». Ли добавила, что готовилась к своей роли, просматривая фильм Вырождение, а получила её через несколько дней после первого прослушивания; во время съёмок, актриса носила парик стоимостью 7,5 тысяч долларов.
Ада появилась во втором CGI-анимационном фильме серии под названием Обитель зла: Проклятие.

### В товарах
Две экшен-фигурки Ады были включены в различные наборы фигурок. Один из них был выпущен Toy Biz в 1998 году под названием Resident Evil 2: Platinum Edition 2. Второй набор, Resident Evil 4: Series 1, выпустила NECA в 2005 году. В 2011 году Hot Toys представила фигурку Ады в масштабе 1:6. Ещё несколько различных фигурок персонажа выпускались только в Японии.
На обложку диска Biohazard: The Umbrella Chronicles Original Soundtrack компания Sony Music Entertainment поместила Аду Вонг. А в 2011 году Ада была включена в расширение «Кошмар» (англ. Nightmare) для игры от Bandai под названием Resident Evil Deck Building Game.

## Влияние
Создатели художественного фильма Обитель зла, по сообщениям, «выбрали Аду, в качестве основы для Элис».

### Отзывы и критика
Ада, в основном, очень хорошо воспринимается критиками. Издание Tom’s Games в 2007 году, включило Аду в 50 лучших женских персонажей в истории видеоигр (с предложением, что её должна играть Келли Ху в серии художественных фильмов франшизы), заняла второе место в списке лучших «Девчонок видеоигр» от ActionTrip, и, вместе с Леоном, была включена сайтом The Inquirer в список самых запоминающихся любовных команд в видеоиграх. GameDaily объявлял её «Девушкой недели» в 2007 году, «Девушкой недели» среди азиатских красавиц в 2009 году, а также отмечал её в статье Girl Power (вместе с Джилл, Клэр Редфилд и Шевой Аломар).
Журнал Complex в 2011 году поставил её на 19-е место в списке «Самых дьявольских злодеек видеоигр», отметив её качества как «Леди-дракон». Согласно журналу The Escapist, Ада может стать замечательным феминистским знаком в свете философии Симоны де Бовуар. А по мнению Rely on Horror: «В принципе, Ада может рассматриваться как женская версия Вескера. Она настоящая роковая женщина.» По словам актрисы Ли Бинбин, персонаж очень популярен в Китае.
Ада часто рассматривалась как одна из самых сексуальных женских персонажей во всех видеоиграх. В 2008 году, UGO дал Аде четвёртое место в своём списке «videogame hotties», описывая её как «офигительно красивую» и что они ожидают, что она останется в будущем в сериале. GameDaily поставил персонажа на 12-е место в списке «горячие девушки из игр». В 2009 году MSN добавил её в список «горячих девушек видеоигр», добавив, что о таких мечтают парни. А Manolith указывал её в качестве одной из 25 «горячих» женских главных героев видеоигр, заявив, что: «…Ада Вонг является истинной королевой серии Resident Evil».
IGN включал её в список персонажей, которых бы они хотели увидеть в Resident Evil 6. В 2010 году Complex дал ей 28-е место среди «горячих» женщин в видеоиграх, газета The Times of India перечислила её среди девяти самых «сексуальных девушек» экшн-игр, а PopCrunch дал ей десятое место в списке самых «горячих девушек видеоигр всех времён».
Также Complex в 2011 году поставил её 24-й в своём списке «Самых красивых девушек, играющих второстепенную роль в играх», отмечая сходство Ады с Никитой из телесериала Её звали Никита. Ресурс PSU.com отметил её среди самых сексуальных персонажей PlayStation, и подводя итог, добавляет: «Супергорячая китайской леди убивает зомби, за что её не любить?». Complex поставил её в 2012 году на 8-е место среди «лучших азиатских персонажей в видеоиграх», добавив, что эта «плохая девочка убивает зомби как тараканов, с изощрённостью балетного танцора-стрелка»

С другой стороны, имеются и критические публикации в отношении персонажа. Так, редактор журнала Play критиковал её «сучью» сущность в Resident Evil 4 в ретроспективе событий RE2, в то время как сайт GamesRadar нашёл платье Ады (из RE4) непригодным для подобного типа игры, добавив, что она выглядит как элитная шанхайская проститутка и её наряд является самым непрактичным из всех основных нарядов героев сериала. Также было добавлено, что «у любого, кто одевается для борьбы с зомби так, как Ада Вонг, должна быть нездоровая психика». 